# Пиеркарло Гиндзани
Пиеркарло Гинзани (на италиански: Piercarlo Ghinzani) e бивш пилот от Формула 1. Роден е на 16 януари 1952 година в Ривиера Дада, Италия. Има 76 участия в стартове от световния шампионат във Формула 1, като записва две точки. Притежава собствен отбор, Team Ghinzani, които е създаден през 1992 г.

## Кариера
Преди Формула 1 Гинзани се състезава между 1976 и 1979 с екипа Euroracing, в няколко Формула 3 първенства, както и Европейското първенство, което той печели през 1977 г., също така и италианския шампионат, който също печели през 1979 г. и Британския шампионат. Той се състезава и във Формула 2 през 1978 година.

### Формула 1
Дебютира на 17 май 1981 г.
Участвал е в 111 състезания на Формула 1. Първите му участия са през 1981 г. за отбора на Осела. Първият му пълен сезон е през 1983 г. Макар че не спечелва никакви точки през този сезон отбора на Осела го задържа и за сезона през 1984 г.